# Loriana Kuka
Loriana Kuka (1997. április 5. –) világ- és Európa-bajnoki bronzérmes koszovói cselgáncsozó.

## Pályafutása
2015-ben 63-kg-os súlycsoportban svájci bajnok lett. A 2018-as győri U-23-as Európa-bajnokságon aranyérmet szerzett. 2019 óta a világbajnokságokon egy, az Európa-bajnokságokon két bronzérmet szerzett. A 2019-es minszki Európa játékokon bronzérmet nyert.

## Sikerei, díjai
- Világbajnokság – 78 kg
  - bronzérmes: 2019
- Európa-bajnokság – 78 kg
  - bronzérmes (2): 2019, 2020
- Európa-játékok – 78 kg
  - bronzérmes: 2019